# Henriette Hahn-Brinckmann

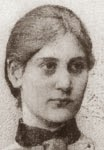
Henriette Hahn-Brinckman

Henriette Christine Hahn-Brinckmann (* 12. September 1862 in Kopenhagen; † 2. April 1934 in Bergedorf bei Hamburg) war eine dänisch-deutsche Kunstmalerin.

## Leben
Henriette Hahn war die Tochter des Segelschiffskapitäns Christian Heinrich Carl Hahn (1837–1889) und Caroline Wilhelmine, geb. Nielsen (1839–1933). Sie besuchte ab 1877/78 die Tegneskolen for Kvinder in Kopenhagen, wo sie Unterricht von Kristian Zahrtmann und Pietro Krohn erhielt. 1885/86 gab sie dort selbst Zeichenunterricht.

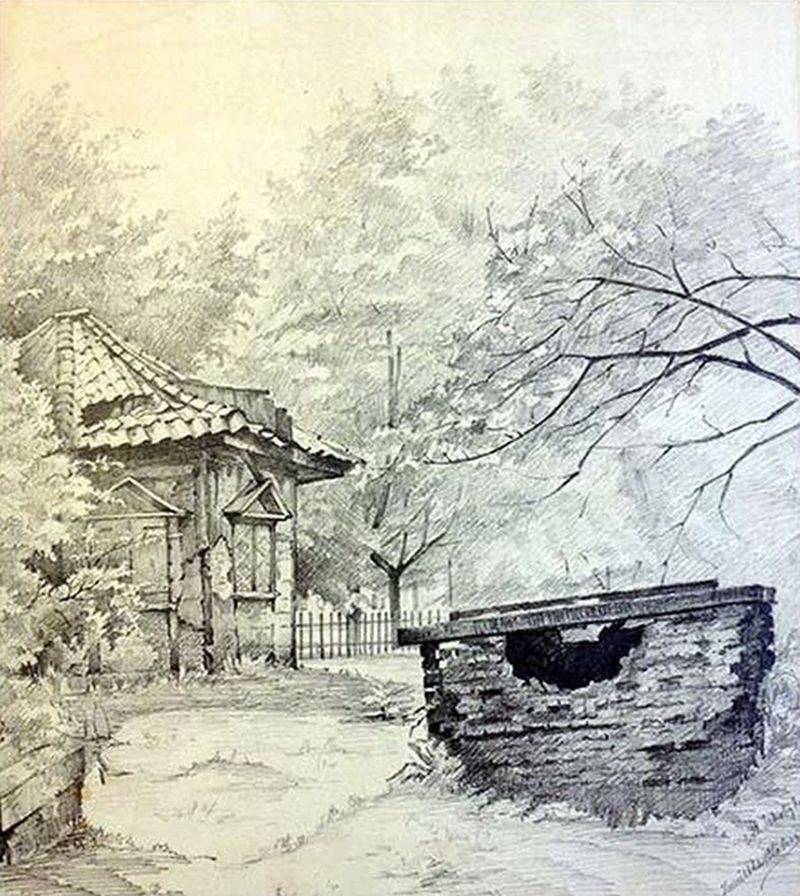
Jacobifriedhof vor dem Steintor, Zeichnung von Henriette Hahn 1891

1887 ging sie als Zeichenlehrerin an die Gewerbeschule für Mädchen in Hamburg, die zu der Zeit von Justus Brinckmann, dem Begründer und ersten Direktor des Hamburger Museums für Kunst und Gewerbe, geleitet wurde. Von 1892 bis 1894 hielt sie sich zu Studienzwecken in Dresden und Paris auf. In Paris brachte sie am 14. April 1893 Stephanie, genannt Steffi, zur Welt, eine Tochter des noch mit Maria Pia Adele von Froschauer verheirateten Brinckmann. In dieser Zeit malte sie Miniaturen auf Elfenbein und lernte Niels Hansen-Jacobsen, den späteren Gründer des Vejens Kunstmuseum kennen.
Nach ihrer Rückkehr nach Hamburg eröffnete sie 1894 ein gewerbliches Atelier und 1896 eine Schule für Zeichen- und Malunterricht. Sie fertigte Entwürfe für Wandteppiche für die Scherrebeker Kunstwebschule und Illustrationen für Museumspublikationen an. Die japanischen Sammlungen des Museums für Kunst und Gewerbe inspirierten sie zur Gestaltung von Farbholzschnitten mit bis zu sechs Farben. Mit diesen gehört sie neben Otto Eckmann und Peter Behrens zu den ersten Anwendern dieser Technik in Deutschland. Die Holzschnitte wurden in Hamburg, Dresden, Kopenhagen und Paris ausgestellt. Auf der Weltausstellung 1900 in Paris erhielten sie eine Silbermedaille. Sujets ihrer Holzschnitte waren Natur, Stadtansichten und Porträts. Die Gestaltung zeigt sie als dem Jugendstil zugehörig.
1901 heiratete sie den seit 1899 verwitweten Justus Brinckmann, mit dem sie insgesamt vier Kinder hatte: Stephanie (1893–1975), Heinrich (1900–1975), Gertrud (1902–1993), die 1926 Martin Irwahn heiratete, und Edgar (1904–1984). Während ihrer Ehe war sie als Künstlerin nicht beruflich tätig. Nach dem Tod des Ehemanns 1915 nahm sie zum Erwerb des Lebensunterhalts die Miniaturmalerei wieder auf. Ab 1925 fertigte sie erneut Farbholzschnitte. 1934 starb sie in Hamburg.
Werke Hahn-Brinckmanns befinden sich in folgenden Museen:
- Museum für Kunst und Gewerbe Hamburg
- Kunsthalle Hamburg, Kupferstichkabinett
- Staatliches Kunstmuseum Kopenhagen, Kupferstichsammlung
- Kunstmuseen Krefeld
- Dithmarscher Landesmuseum Meldorf
- Vejens Kunstmuseum

Auswahl von Werken
"Abendstimmung" (Auflagenexemplar No. 16) (1904)
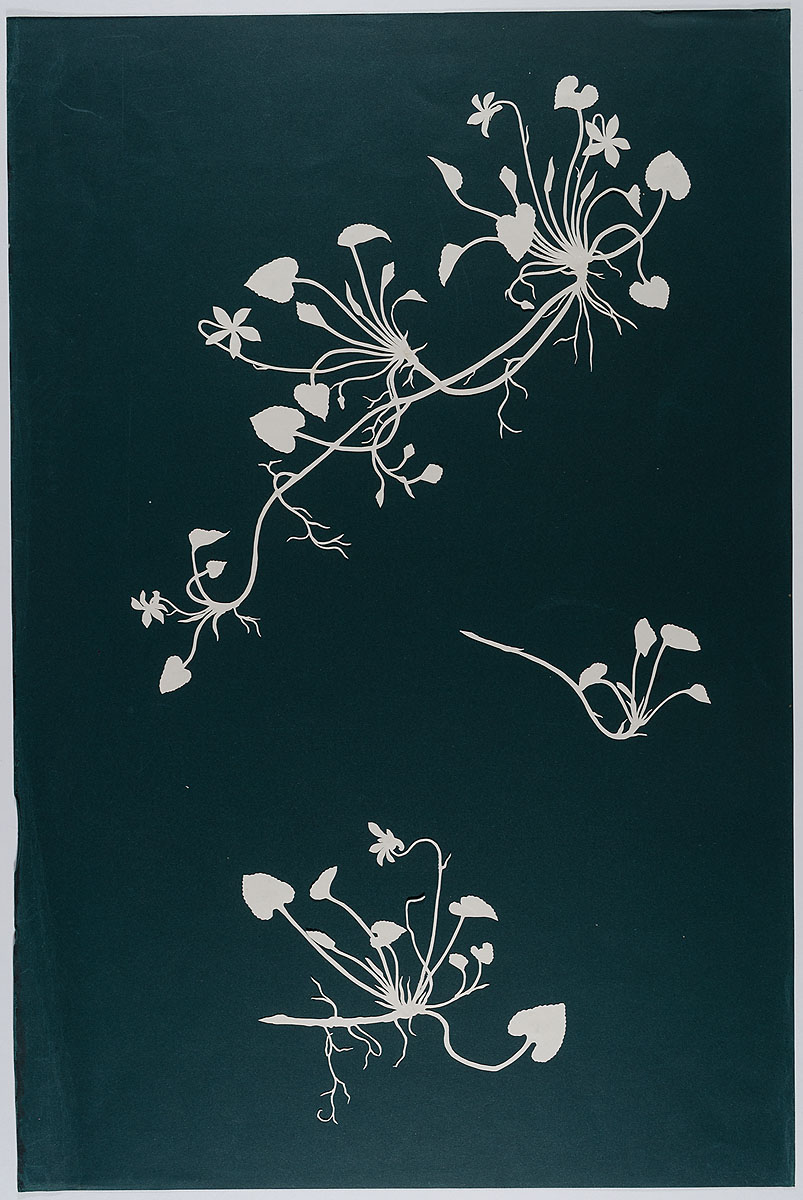
Pflanzen (1890/1895)
Motiv für eine Pralinenverpackung (Rote Blumen) (1920er Jahre)
Entwurf für Zierleisten mit Blütenornament (1890/1900)
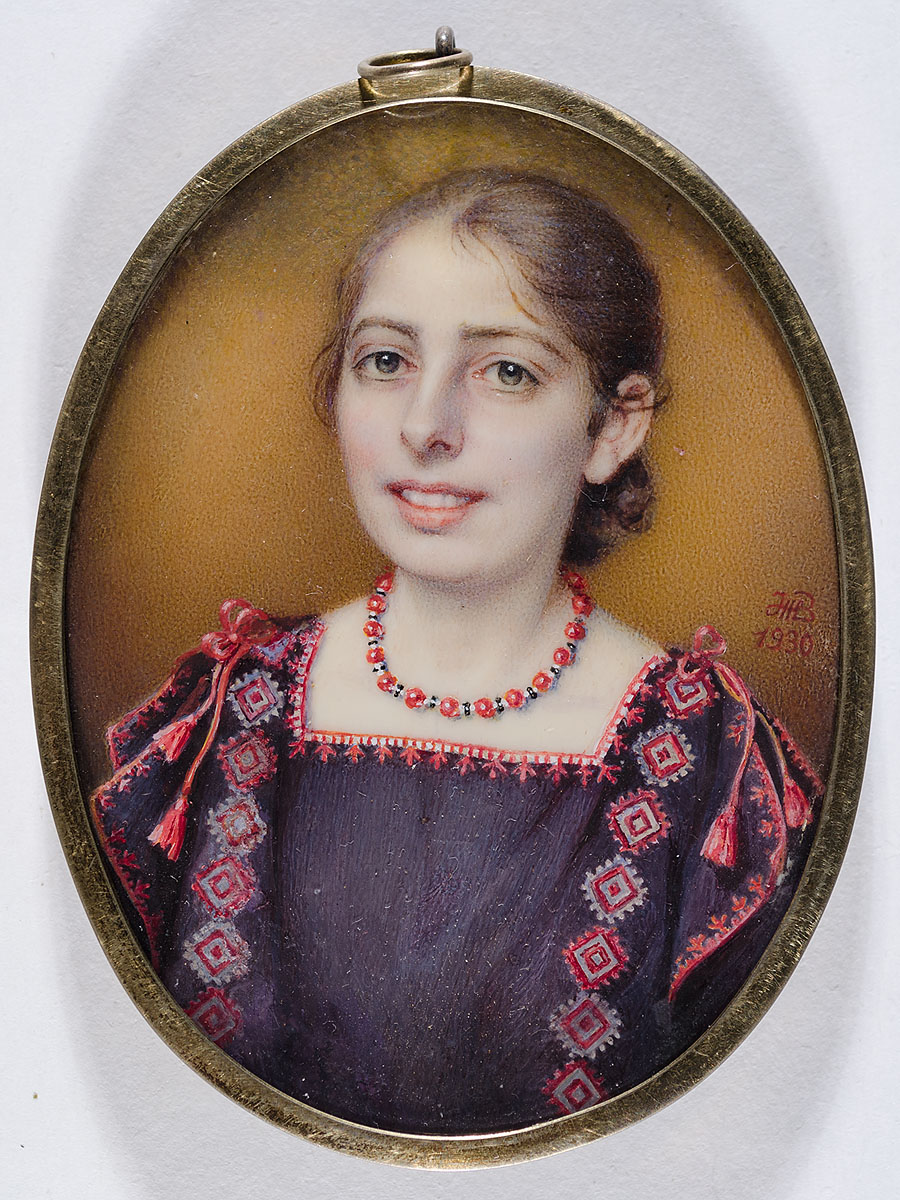
Mädchenbildnis von Irmgard Brinckmann (1930)

## Ausstellungen
- 1897/98: Société nationale des beaux-arts Paris
- 2000: Vejens Kunstmuseum